# 彭序
彭序（1422年—？），字昭倫，江西吉安府廬陵縣人，明朝政治人物。進士出身。

## 生平
景泰四年（1453年）癸酉科江西鄉試第一名。天順八年（1464年）甲申科會試第五十五名，殿試登進士第二甲第四十五名。

## 家族
曾祖父彭立政。祖父彭惠則。父亲彭迪中。